# Обращение Савла (картина Брейгеля)
«Обращение Савла» (нидерл. De Bekering van Saulus) или «Обращение Павла» (нидерл. De Bekering van Paulus, нем. Bekehrung Pauli) — картина, написанная в 1567 году нидерландским художником Питером Брейгелем Старшим (Pieter Bruegel de Oude, около 1520/1525—1569). Картина принадлежит Музею истории искусств в Вене. Она написана маслом по дереву (дуб), размер — 108 × 156 см.

## Описание
В основе сюжета картины лежит описанный в Новом Завете эпизод, произошедший с Савлом (который впоследствии стал апостолом Павлом). Савл был послан из Иерусалима в Дамаск для борьбы с христианством, и то, что с ним произошло в пути, описано в «Деяниях святых апостолов»:
3 Когда же он шел и приближался к Дамаску, внезапно осиял его свет с неба. 4 Он упал на землю и услышал голос, говорящий ему: Савл, Савл! что ты гонишь Меня? 5 Он сказал: кто Ты, Господи? Господь же сказал: Я Иисус, Которого ты гонишь. Трудно тебе идти против рожна. 6 Он в трепете и ужасе сказал: Господи! что повелишь мне делать? и Господь [сказал] ему: встань и иди в город; и сказано будет тебе, что тебе надобно делать. 7 Люди же, шедшие с ним, стояли в оцепенении, слыша голос, а никого не видя.
Картина представляет собой многофигурную композицию, где главное действующее лицо — лежащий на земле Савл — находится не на переднем, а на заднем плане, так что не сразу привлекает внимание. Аналогичный приём использовался Брейгелем и в некоторых других картинах — «Падение Икара» (Икар) и «Перепись в Вифлееме» (Святое Семейство).

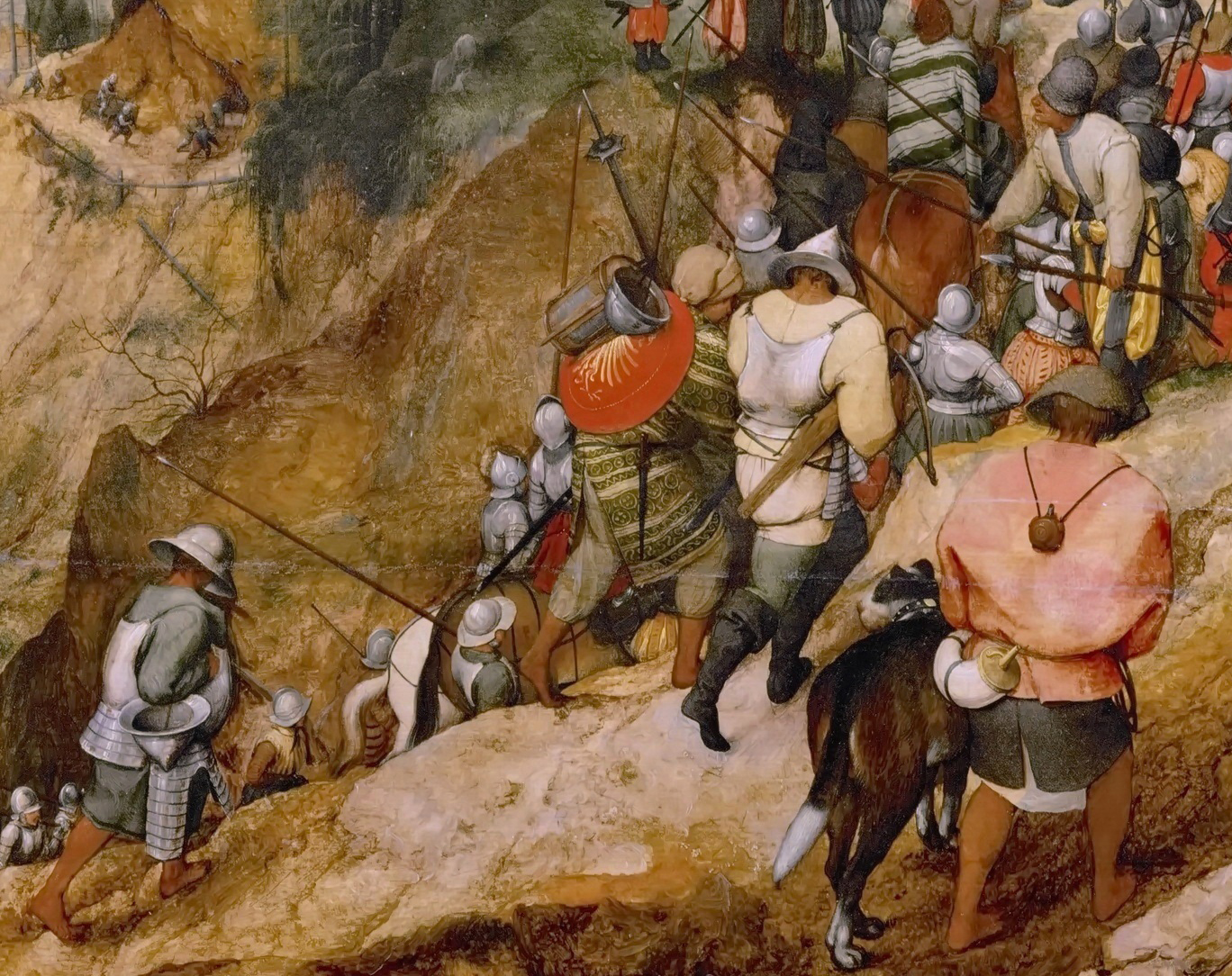
Солдаты и сопровождающие (фрагмент картины)
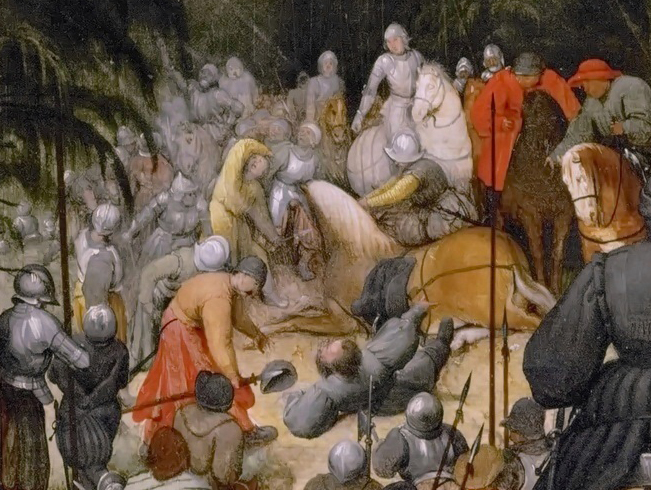
Лежащий Савл и люди вокруг него (фрагмент картины)
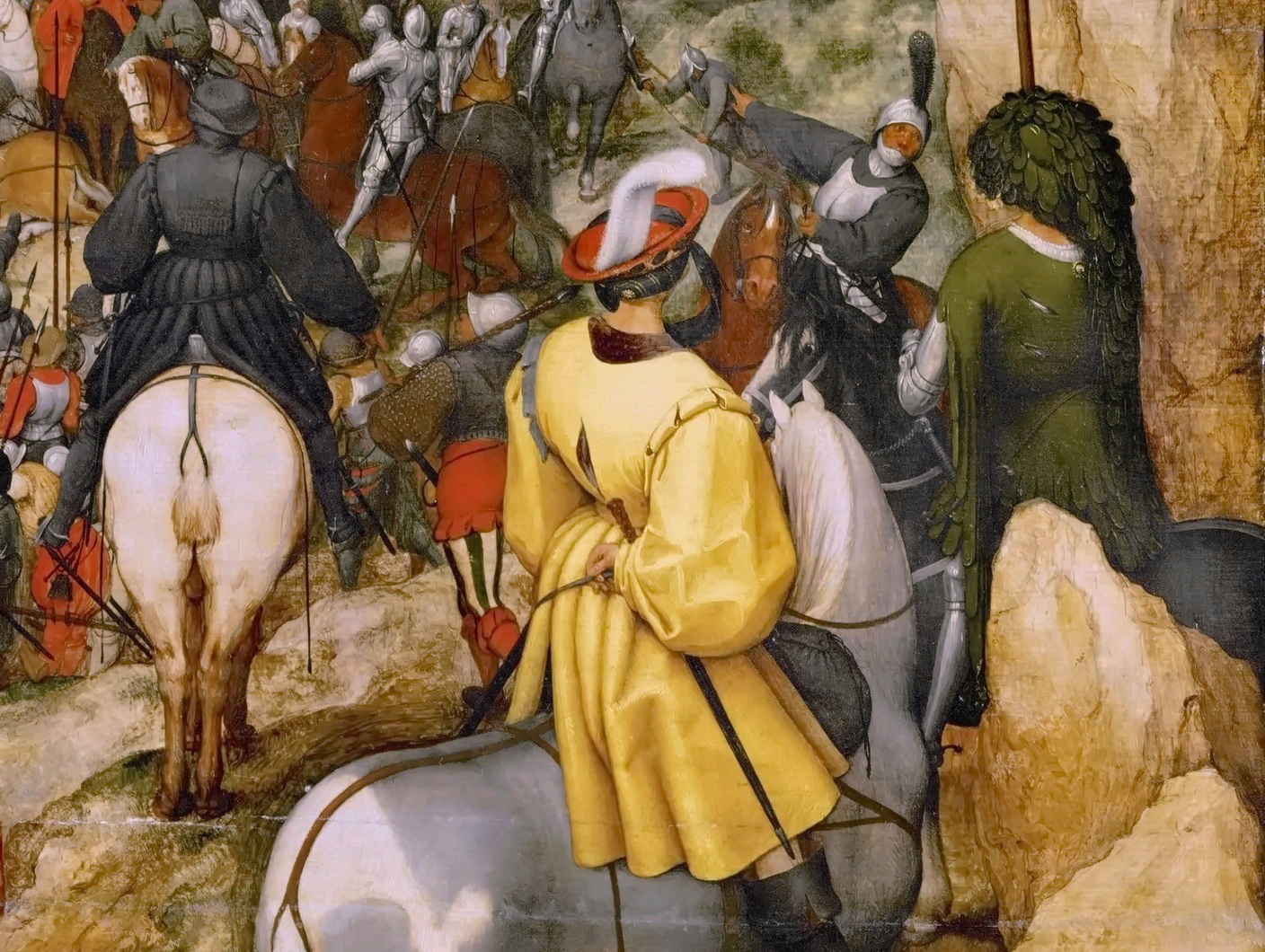
Наблюдающие всадники (фрагмент картины)
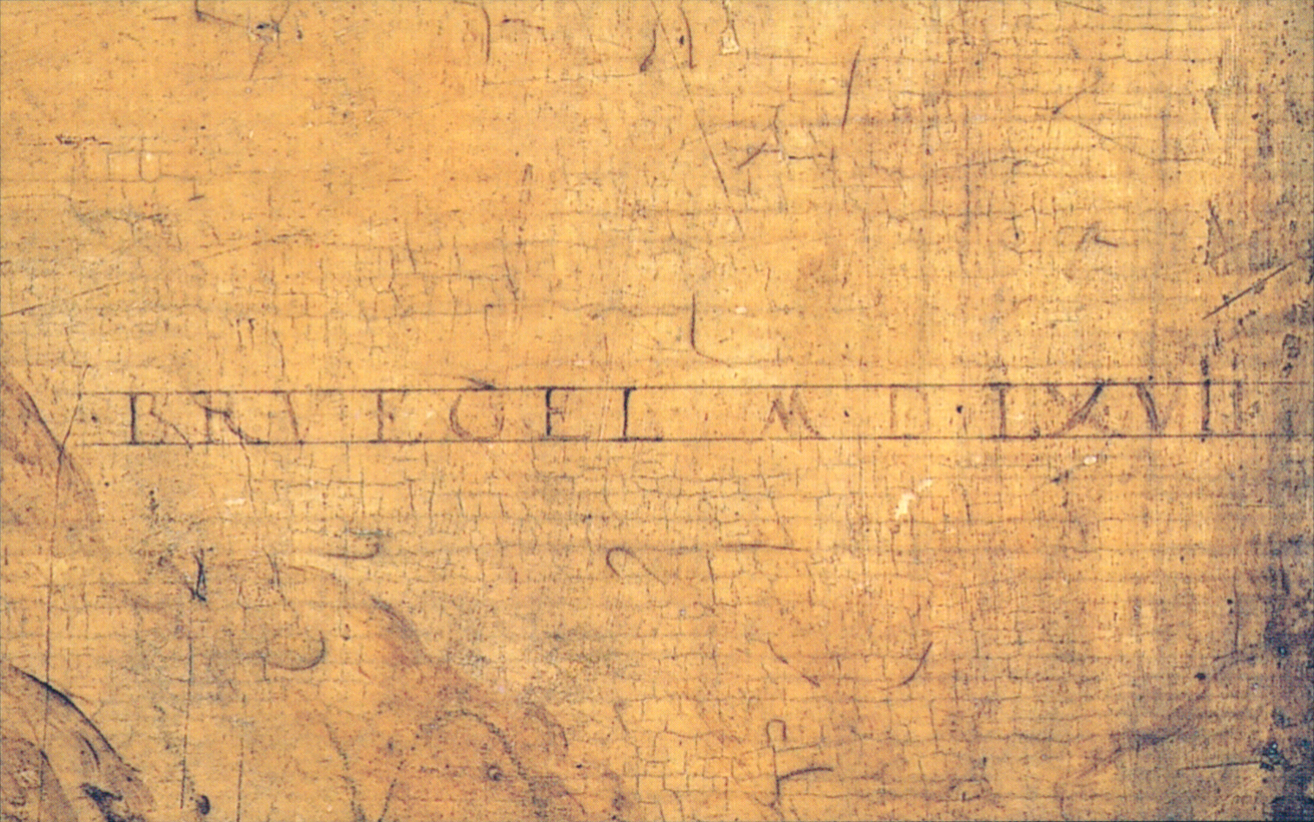
Подпись Брейгеля в правой нижней части картины

## История
В 1594 году картина перешла во владение штатгальтера габсбургских Нидерландов Эрнста Австрийского, который в то время находился в Брюсселе. После его смерти в 1595 году картина попала в Прагу к королю Богемии Рудольфу II, а в 1876 году она была перевезена из Праги в Вену, где и находится до сих пор.